# Останково (Сокольский район)
Останково — деревня в Сокольском районе Вологодской области.
Входит в состав городского поселения город Кадников (с 1 января 2006 года по 30 мая 2013 года входила в сельское поселение Замошское), с точки зрения административно-территориального деления — в Замошский сельсовет.
Расстояние по автодороге до районного центра Сокола — 42 км, до центра муниципального образования Кадникова по прямой — 15 км. Ближайшие населённые пункты — Перхурово, Казарное, Губино.
По данным переписи в 2002 году постоянного населения не было.